# Arno Rink

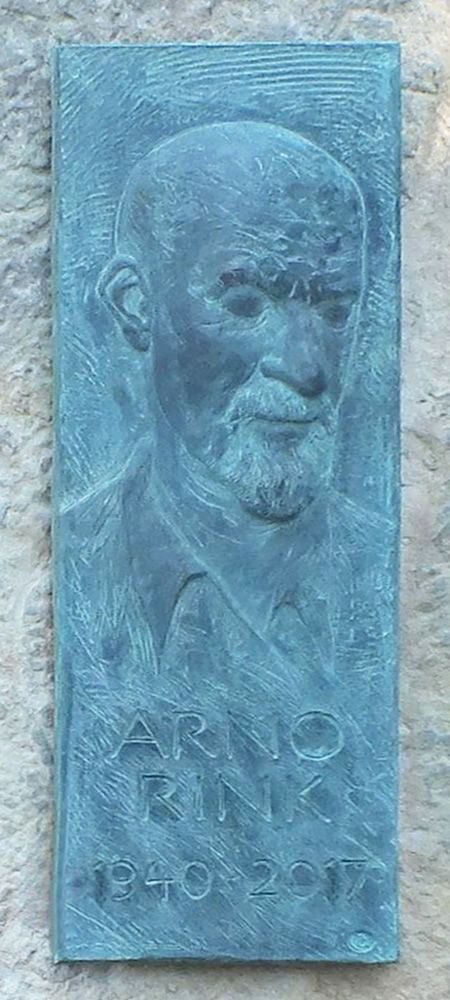
Bildnis auf seinem Grabstein

Arno Rink (* 26. September 1940 in Schlotheim; † 5. September 2017 in Leipzig) war ein deutscher Maler, Hochschullehrer und Rektor an der Hochschule für Grafik und Buchkunst Leipzig.

## Leben
Von 1955 bis 1958 besuchte Arno Rink die Oberschule in Mühlhausen/Thüringen und unternahm erste zeichnerische Versuche. Anschließend begann er an der Arbeiter-und-Bauern-Fakultät Dresden ein Kunststudium.
1961 bewarb er sich erstmals an der Hochschule für Grafik und Buchkunst Leipzig (HGB), wurde dort aber abgelehnt. So arbeitete Arno Rink vorübergehend in der Leipziger Wollkämmerei als Fahrstuhlführer und Eidechsenfahrer. Nach einem zweiten Bewerbungsversuch nahm er 1962 ein Studium an der Hochschule für Grafik und Buchkunst in Leipzig auf und absolvierte sein Grundstudium bei Werner Tübke, Hans Mayer-Foreyt und Harry Blume. 1967 schloss er sein Studium in der Fachklasse von Bernhard Heisig ab und war anschließend freischaffend in Leipzig tätig.
1969 arbeitete Arno Rink zunächst als Aspirant bei Gerhard Eichhorn (Grafik) an der Hochschule für Grafik und Buchkunst Leipzig, nahm 1972 selbst die Lehrtätigkeit auf und erhielt 1975 eine Dozentur – seitdem unternahm Arno Rink verschiedene Reisen u. a. in die Sowjetunion, nach Italien, Indien, Kuba und mehrfach in die damalige Bundesrepublik Deutschland.
Von 1978 bis 2005 übernahm er die Leitung der Fachklasse für Malerei und Grafik, bekam 1979 eine Professur übertragen und bekleidete von 1987 bis 1994 das Rektorenamt an der Hochschule für Grafik und Buchkunst Leipzig. Im Anschluss war Arno Rink noch bis 1997 als Prorektor tätig, bevor er 2005 emeritiert wurde. Die Meisterklasse führte er noch bis 2007 weiter.
Rink war bis 1990 Mitglied des Verbands Bildender Künstler der DDR. Er hatte eine bedeutende Zahl von Einzelausstellungen und Ausstellungsbeteiligungen, in der DDR unter anderem von 1972 bis 1988 an der VII. bis X. Kunstausstellung der DDR in Dresden.
Rink lebte und arbeitete in Leipzig-Schleußig. Er war mit der Kunsthistorikerin Christine Rink verheiratet. Ihre gemeinsame Tochter (* 1980) ist ebenfalls Künstlerin und arbeitet unter dem Pseudonym Oskar Rink.
Rinks Urne wurde auf dem Leipziger Südfriedhof beigesetzt.

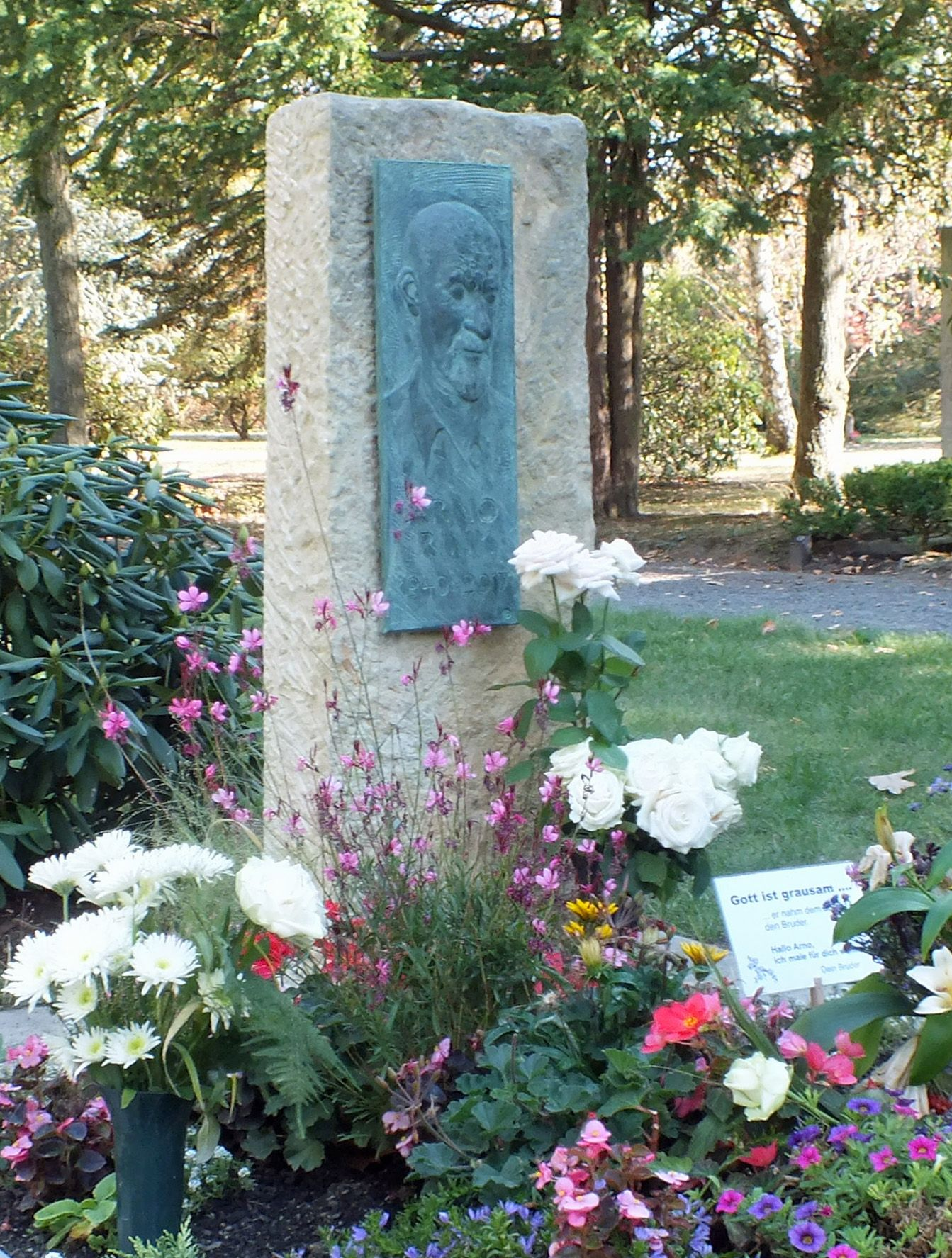
Grab Arno Rink (2018)

## Stil
Rinks Malstil wird als weitgehend figurativ bezeichnet, wobei anfänglich Elemente des Sozialistischen Realismus, später des Surrealismus in seinen Werken vorherrschten. So wurde er zunächst von Werner Tübke beeinflusst und gilt selbst als Wegbereiter und Lehrer der sogenannten Neuen Leipziger Schule, zu deren bekanntesten Vertretern sein Schüler Neo Rauch zählt.

## Auszeichnungen
- 1977: Verdienstmedaille der DDR

- 1978: Kunstpreis der DDR
- 1984: Nationalpreis der DDR III. Klasse für Kunst und Literatur
- 1989: Kunstpreis der Stadt Leipzig
- 2005: Max-Pechstein-Preis der Stadt Zwickau als Ehrenpreis

## Darstellung Rinks in der bildenden Kunst
- Eberhard Löbel: Porträt Arno Rink (Lithografie, 53,6 × 35 cm)[4]

## Werkstandorte
- Ludwig Forum für Internationale Kunst, Aachen
- Kunstmuseum Walter, Augsburg
- Nationalgalerie, Berlin
- Kunstsammlung im Willy-Brandt-Haus Berlin
- Städtische Kunstsammlungen Chemnitz
- Militärhistorisches Museum der Bundeswehr, Dresden
- Galerie Neue Meister, Dresden[5]
- Museum für aktuelle Kunst – Sammlung Hurrle, Durbach
- Museum Junge Kunst, Frankfurt (Oder)
- Stiftung Moritzburg, Halle
- Museum der bildenden Künste, Leipzig
- Kunsthalle der Sparkasse Leipzig[6]
- Gewandhaus, Leipzig
- Germanisches Nationalmuseum Nürnberg
- Städtischer Besitz der Ludwig Galerie Schloss Oberhausen
- Museum Ludwig im Russischen Museum, Sankt Petersburg
- Ludwig Museum für Internationale Kunst, Peking
- Sammlung Hasso Plattner, Potsdam
- Kunsthalle Rostock
- Museum Moderner Kunst Stiftung Ludwig, Wien
- Museum am Dom, Würzburg
- Städel Museum, Frankfurt am Main

Außerdem befinden sich Werke in Arnsberg und Monte Carlo.

## Film
- 1984: Leipzig/Pistorisstrasse. Arno Rink. Eine Produktion des Saarländischen Rundfunks/Fernsehen (45 Minuten). Buch und Regie: Klaus Peter Dencker